# Université Nancy-I
L'université Henri-Poincaré (UHP, nom officiel : Nancy-I) est une université publique située à Nancy en France. Elle a été créée en 1970, mais trouve ses origines dans la fondation de la première université lorraine, l'université de Pont-à-Mousson, en 1572. Le 1er janvier 2012, avec trois autres établissements lorrains, elle a donné naissance à l'université de Lorraine. À ce stade, l'UHP comptait 18 000 étudiants, 45 laboratoires de recherche, 2 500 personnels.

## Historique

### Université ancienne
La première université de Lorraine fut fondée en 1572 de la volonté conjointe du duc Charles III de Lorraine et du cardinal Charles de Lorraine (1524-1574). dans la ville proche de Pont-à-Mousson. L'université fut immédiatement confiée aux Jésuites.

### Université actuelle
Depuis le 1er janvier 2012, l'université Henri-Poincaré n'existe plus : elle a fusionné avec l'université Nancy 2, l'université Paul-Verlaine de Metz et l'Institut national polytechnique de Lorraine, pour former l'université de Lorraine.

### Historique des présidents
- Joseph Helluy (d) 1971-1976[2]
- Michel Boulangé 1976-1981[3]
- Robert Mainard (d) 1981-1989[4]
- Michel Boulangé 1989-1994[3]
- Jean-Pierre Finance (d) 1994-1999[5]
- Claude Burlet 1999-2004
- Jean-Pierre Finance (d), dernier président 2004-2012[5]

### Personnalités issues de l'université Nancy-I
- Pierre Jacquinot, ancien président de l'Académie des sciences

## Composantes

### Unités de formation et de recherche
L'université comptait 5 UFR (anciennement appelées « facultés ») :

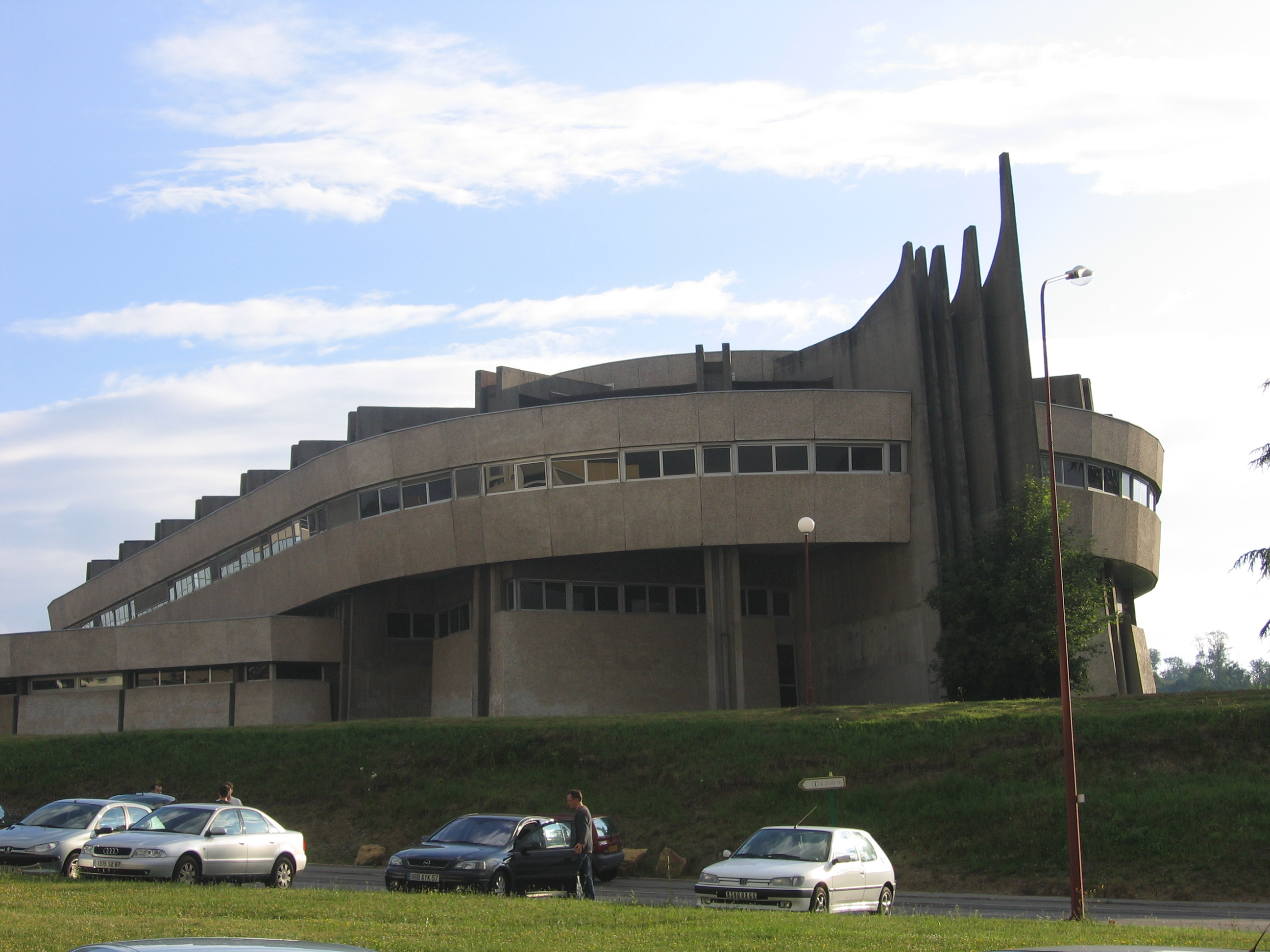
Campus du Vélodrome à Vandœuvre.

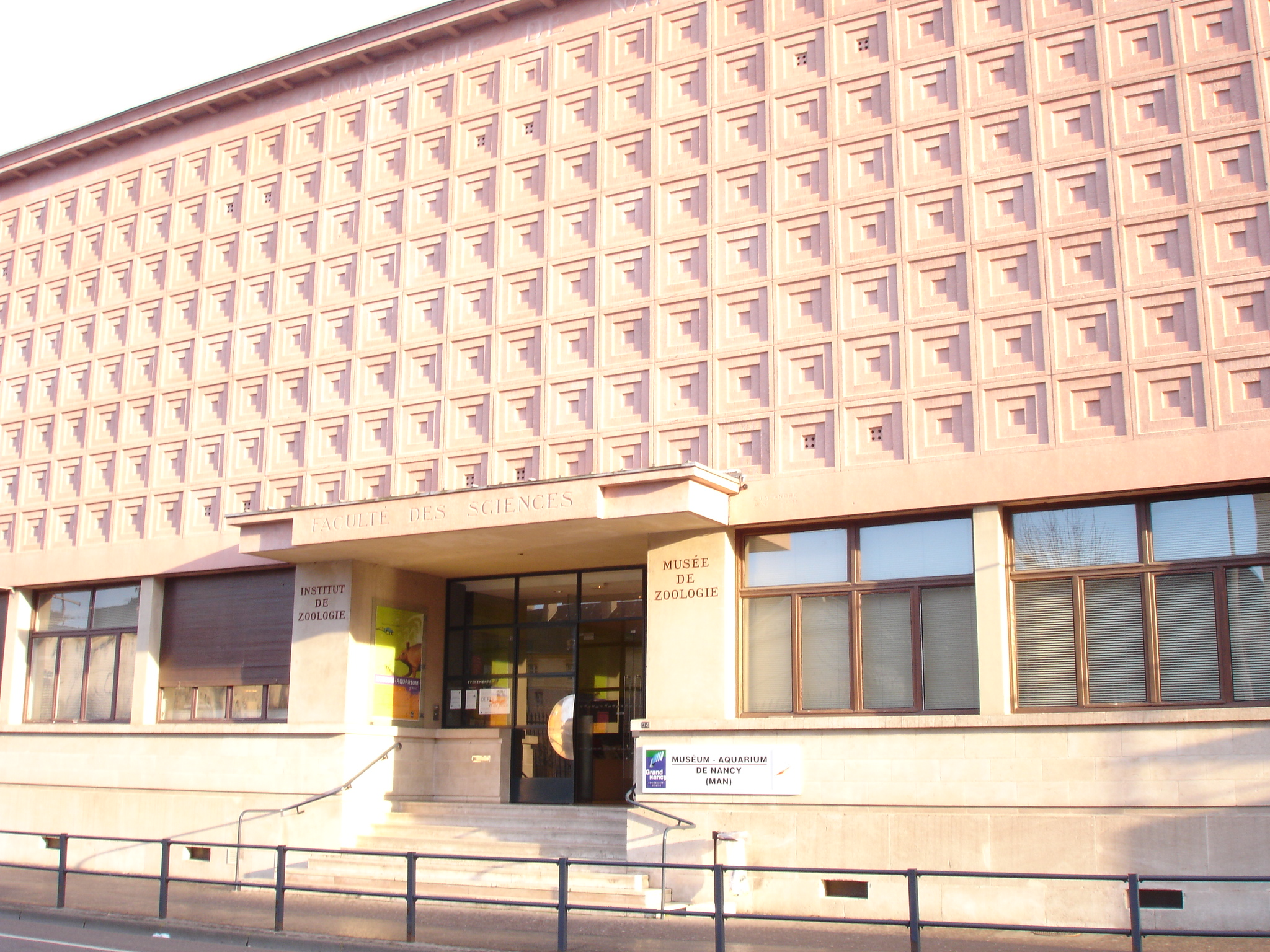
Muséum-aquarium de Nancy.

- Sciences et Technologies[6],
- Médecine,
- Pharmacie,
- Chirurgie-dentaire,
- Sport (STAPS).

### Écoles et instituts
Trois écoles d'ingénieurs faisaient également partie de Nancy-I :
- Télécom Nancy (technologies de l'information)
- ESSTIN (sciences et technologies de l'ingénieur)
- ENSTIB (technologies et industries du bois, à Épinal)

IUT :
- Institut universitaire de technologie de Longwy
- Institut universitaire de technologie de Nancy-Brabois
- Institut universitaire de technologie de Saint-Dié-des-Vosges

## Enseignement et recherche

### Recherche
L'université regroupait 44 laboratoires en lien avec les principaux organismes de recherche nationaux : CNRS, INSERM, INRA et INRIA.

#### Axes de recherche
- Lettres, Langues, Sciences Humaines (L2SH)

- Agronomie, Alimentaire, Forêt (A2F)

- Informatique, Automatique, Électronique, Mathématiques (IAEM). Dans ce secteur, l'UHP a renforcé son partenariat avec le CNRS et l'INRIA dans le cadre des UMR Institut Élie Cartan de Nancy (IECN) (Mathématiques) et LORIA (Informatique) et de la Recherche en Automatique (UMR CRAN). La recherche en électronique est développée en favorisant l'émergence d'une thématique spécifique orientée vers la conception et la mise en œuvre de nouveaux composants, l'instrumentation et les systèmes électroniques (LIEN). Le groupe de recherche en électrotechnique et électronique de Nancy (UMR GREEN), laboratoire commun à l'UHP et à l'INPL, participe également au dynamisme du secteur.

- Énergie, Mécanique, Procédés, Produits (EMPP). Ce secteur porte notamment sur le développement de la mécanique des fluides et de la thermique énergétique, du calcul des structures, thématiques propres à l'UMR 7563 LEMTA et à l'EA 1116 Équipe de Recherche en Interfaces Numériques, Modélisation et Matériaux du Génie Civil. Le LEMTA participe au Centre de Recherche sur la Mécanique des Fluides Complexes et au Centre National de Recherche Technologique "Piles à Combustible et Interfaces pour les Transports". Le LERMAB UMR INRA ENGREF 1093 aborde les aspects de recherche finalisée au niveau de la forêt et de l'utilisation du bois en tant que matériau d'Industrie. Le LSGC, Unité propre du CNRS 6811, accueille aussi des enseignants- chercheurs de l'UHP.

- Géosciences. Les forces dans ce secteur sont regroupées dans une fédération de recherche (FR - 633) dont la mission est de développer, au niveau international, des recherches concernant la compréhension des systèmes géologiques ou biogéologiques naturels, leur gestion, leur protection et/ou leur valorisation. L'UHP a regroupé ses forces dans l'UMR 7566 intitulée "Géologie et Gestion des Ressources minérales et énergétiques" (G2R), qui intègre une participation industrielle importante par le biais d'une Société civile (CREGU), et dans la FRE 2440 intitulée " Laboratoire interactions microorganismes - minéraux- matière organique dans les sols" (LIMOS). Ce secteur développe des relations étroites avec l'UPR 2300, Centre de Recherches Pétrographiques et Géochimiques (CRPG) dont la recherche est orientée vers la planétologie - cosmochimie, les processus magmatiques, la modélisation des processus tectoniques ainsi que les environnements et paléo-environnements.

- Chimie et Physique Moléculaires (CPM). Au LCPME (Laboratoire de Chimie Physique et Microbiologie pour l'Environnement), les recherches en chimie et électrochimie analytiques, chimie physique (analyse spectroscopique des interfaces) et microbiologie contribuent à une meilleure connaissance des milieux aquatiques. Les forces en chimie théorique, chimie organique et chimie physique organique et colloïdale sont rassemblées dans l'UMR "Structure et Réactivité des Systèmes Moléculaires Complexes" permettant la conception et la préparation de nouveaux édifices moléculaires dont les propriétés physiques, chimiques et biologiques sont prédites, mesurées et expliquées. La FRE Méthodologie en Résonance Magnétique Nucléaire, développant des méthodes et de l'instrumentation pour la RMN du solide et en solution pour des déterminations structurales et dynamiques, appartient également à ce secteur dont la coordination est assurée par l’Institut Nancéien de Chimie Moléculaire (INCM).

- Biologie, Médecine, Santé (BMS). Ce secteur couvre un large champ de thématiques et d'expertises. Globalement, il comporte 21 structures reconnues dont 2 UMR CNRS, 3 UMR INRA ainsi que 2 unités sous contrat, 1 unité INSERM, une Équipe Mixte INSERM et une équipe membre d'une unité INSERM parisienne, 13 Équipes d'accueil. La stratégie mise en place repose sur le regroupement d'équipes sur la base d'une cohérence scientifique dans le cadre d'Instituts Fédératifs de Recherche. Deux IFR ont été créés, l'IFR 110 «Génétique Physiologie et Ecologie des Interactions Microbiennes» et l'IFR 111 «Bioingénierie: Enzymes, Peptides, ARN et Biomatériaux».

- Matière, Matériaux, Métallurgie (M3)

#### Scientométrie
L'UHP était présente dans le classement académique des universités mondiales par l'université Jiao Tong de Shanghai. En 2007, elle occupait, dans la seconde moitié du classement, le 305e rang au niveau mondial, le 124e rang au niveau européen et le 13e rang au niveau national. En 2008, son classement avait reculé pour la 373e place.

## Vie étudiante

### Évolution démographique
Évolution démographique de la population universitaire 

| 1987   | 1988   | 1989   | 1990   | 1991   | 2000   | 2001   | 2002   |
| ------ | ------ | ------ | ------ | ------ | ------ | ------ | ------ |
| 14 147 | 14 514 | 15 121 | 15 828 | 15 383 | 15 725 | 15 342 | 15 417 |

| 2003   | 2004   | 2005   | 2006   | 2007   | 2008   | 2009   | 2010   |
| ------ | ------ | ------ | ------ | ------ | ------ | ------ | ------ |
| 16 521 | 16 679 | 16 287 | 16 597 | 16 058 | 18 352 | 18 732 | 17 566 |

## Personnalités liées à l'université

### Enseignants
- Marion Créhange, une des premières à avoir publié une thèse dans le domaine informatique en France.

### Étudiants
- Abdoulaye Touré, infectiologue guinéen